# Weidu
Weidu är ett stadsdistrikt och säte för stadsfullmäktige i Xuchang i Henan-provinsen i norra Kina.